# Hrvatski nogometni kup 2001./02.
Hrvatski nogometni kup 2001./02. bio je jedanaesti Hrvatski nogometni kup. Naslov je uspješno obranio Dinamo Zagreb.

## Pretkolo, 22. kolovoza
| Br. | Domaći sastav        | Rezultat         | Gostujući sastav           |
| --- | -------------------- | ---------------- | -------------------------- |
| 1   | Zagorec Krapina      | 5:1              | NK Nedelišće               |
| 2   | Lučko                | 1:2              | Novalja                    |
| 3   | Croatia Sesvete      | 4:0              | Slunj                      |
| 4   | Dilj                 | 4:1              | Moslavina Kutina           |
| 5   | Radnik Velika Gorica | 0:1              | Željezničar Slavonski Brod |
| 6   | Vukovar '91          | 4:1              | Sloga Nova Gradiška        |
| 7   | Dinara Knin          | 1:3              | Bjelovar                   |
| 8   | Podravac Virje       | 2:1              | Valpovka – Satnica         |
| 9   | Kamen Ingrad         | 4:0              | Virovitica                 |
| 10  | Samobor              | 1:1 (pr) (4:2 p) | Uskok                      |
| 11  | Grafičar Vodovod     | 3:1              | Vodnjan                    |
| 12  | Pomorac Kostrena     | 6:0              | Hajduk Pridraga            |
| 13  | TŠK Topolovac        | 2:1 (pr)         | Koprivnica                 |
| 14  | Sloga Čakovec        | b.b.             | Jadran Ploče               |
| 15  | Ivančica Ivanec      | 4:3 (pr)         | Uljanik Pula               |
| 16  | Podravina Ludbreg    | 5:0              | Omladinac Čurlovac         |

## Šesnaestina završnice, 19. rujna
| Br. | Domaći sastav              | Rezultat         | Gostujući sastav     |
| --- | -------------------------- | ---------------- | -------------------- |
| 1   | Sloga Čakovec              | 1:5              | Osijek               |
| 2   | Grafičar Vodovod           | 0:1              | NK Zagreb            |
| 3   | Vukovar '91                | 2:4              | Rijeka               |
| 4   | Dilj                       | 2:0              | Dubrovnik            |
| 5   | Zagorec Krapina            | 0:3              | Belišće              |
| 6   | Marsonia                   | 1:3              | Zadar                |
| 7   | Novalja                    | 0:0 (pr) (4:3 p) | Cibalia              |
| 8   | Croatia Sesvete            | 1:3              | Kamen Ingrad         |
| 9   | Pomorac Kostrena           | 4:1              | Slaven Belupo        |
| 10  | Podravac Virje             | 0:4              | Hrvatski dragovoljac |
| 11  | Samobor                    | 1:1 (pr) (5:6 p) | Inker Zaprešić       |
| 12  | TŠK Topolovac              | 5:3              | Segesta              |
| 13  | Bjelovar                   | 2:3              | Šibenik              |
| 14  | Željezničar Slavonski Brod | 0:3              | Dinamo Zagreb        |
| 15  | Ivančica Ivanec            | 1:3              | Varteks              |
| 16  | Podravina Ludbreg          | 0:1 (pr)         | Hajduk Split         |

## Osmina završnice, 24. listopada
| Br. | Domaći sastav        | Rezultat         | Gostujući sastav |
| --- | -------------------- | ---------------- | ---------------- |
| 1   | Kamen Ingrad         | 1:4              | Dinamo Zagreb    |
| 2   | Šibenik              | 0:0 (pr) (4:5 p) | NK Zagreb        |
| 3   | Varteks              | 5:0              | Belišće          |
| 4   | TŠK Topolovac        | 0:0 (pr) (5:4 p) | Novalja          |
| 5   | Pomorac Kostrena     | 5:1              | Inker Zaprešić   |
| 6   | Hrvatski dragovoljac | 1:1 (pr) (3:4 p) | Rijeka           |
| 7   | Dilj                 | 1:2              | Hajduk Split     |
| 8   | Zadar                | 0:1              | Osijek           |

## Četvrtzavršnica, 21. studenog (28. studenog)
| Prva momčad      | Rez. | Druga momčad  | 1. ut. | 2. ut. |
| ---------------- | ---- | ------------- | ------ | ------ |
| Osijek           | 5:0  | TŠK Topolovac | 3:0    | 2:0    |
| Pomorac Kostrena | 3:1  | NK Zagreb     | 2:1    | 1:0    |
| Dinamo Zagreb    | 2:0  | Rijeka        | 1:0    | 1:0    |
| Hajduk Split     | 3:4  | Varteks       | 1:3    | 2:1    |

## Poluzavršnica, 20. ožujka (3. travnja)
| Prva momčad      | Rez. | Druga momčad  | 1. ut. | 2. ut. |
| ---------------- | ---- | ------------- | ------ | ------ |
| Pomorac Kostrena | 1:2  | Varteks       | 1:0    | 0:2    |
| Osijek           | 2:3  | Dinamo Zagreb | 2:1    | 0:2    |

## Završnica

### Prva utakmica
| 24. travnja 2002. |           |               |                                                                                   |
| Dinamo Zagreb     | 1:1       | Varteks       | Stadion Maksimir, Zagreb Broj gledatelja: 5000 Sudac: Draženko Kovačić (Križevci) |
| Sedloski 47'      | Izvještaj | Halilović 22' | Stadion Maksimir, Zagreb Broj gledatelja: 5000 Sudac: Draženko Kovačić (Križevci) |

### Druga utakmica
| 1. svibnja 2002. |           |               |                                                 |
| Varteks          | 0:1       | Dinamo Zagreb | Stadion Varteks, Varaždin Broj gledatelja: 8000 |
|                  | Izvještaj | Leko 32'      | Stadion Varteks, Varaždin Broj gledatelja: 8000 |

Dinamo Zagreb je pobijedio sa 2:1.

## Poveznice
- 1. HNL 2001./02.
- 2. HNL 2001./02.
- 3. HNL 2001./02.
- 4. rang HNL-a 2001./02.
- 5. rang HNL-a 2001./02.
- 6. rang HNL-a 2001./02.
- 7. rang HNL-a 2001./02.